# Исиномаки
Аэрофотоснимки города Исиномаки
Исинома́ки (яп. 石巻市 Исиномаки-си) — город в Японии, находящийся в префектуре Мияги. Площадь города составляет 555,78 км², население — 150 304 человека (31 июля 2014), плотность населения — 270,44 чел./км².
Город был почти полностью разрушен во время Великого восточно-японского землетрясения 11 марта 2011 года.

## Географическое положение
Город расположен на острове Хонсю в префектуре Мияги региона Тохоку. С ним граничат города Хигасимацусима, Томе и посёлки Онагава, Минамисанрику, Вакуя, Мисато.

## Население
Население города составляет 150 304 человека (31 июля 2014), а плотность — 270,44 чел./км². Изменение численности населения с 1980 по 2005 годы:
| 1980 | 186 094 чел. |  |
| 1985 | 186 587 чел. |  |
| 1990 | 182 911 чел. |  |
| 1995 | 178 923 чел. |  |
| 2000 | 174 778 чел. |  |
| 2005 | 167 324 чел. |  |

## Символика
Деревом города считается Pinus thunbergii, цветком — рододендрон.

## Города-побратимы
- Хитатинака, Япония
- Кахоку, Япония
- Чивитавеккья, Италия
- Вэньчжоу, Китай
- Эверетт, США